# Steinitzovo lemma o výměně
Steinitzovo lemma o výměně, někdy též Steinitzova věta o výměně, je důležité tvrzení z oblasti lineární algebry pojmenované po německém matematikovi Ernstu Steinitzovi. Hraje významnou roli v důkazech mnoha dalších tvrzení, například, že všechny báze vektorového prostoru mají stejnou mohutnost, a prostor má tedy jednoznačně určenou dimenzi. Dalším příkladem může být důkaz věty, že pokud má prostor konečnou bázi, pak lze libovolnou lineárně nezávislou množinu doplnit na bázi.

## Znění lemmatu
Nechť {\displaystyle \scriptstyle X\equiv \{{\vec {x}}_{1},\ldots ,{\vec {x}}_{n}\}} a {\displaystyle \scriptstyle Y\equiv \{{\vec {y}}_{1},\ldots ,{\vec {y}}_{m}\}} jsou dvě množiny vektorů z vektorového prostoru {\displaystyle \scriptstyle V}. Nechť jsou dále vektory z množiny {\displaystyle \scriptstyle X} lineárně nezávislé a každý z nich lze vyjádřit jako lineární kombinaci vektorů z množiny {\displaystyle \scriptstyle Y}. Pak platí, že {\displaystyle \scriptstyle n\leq m}. Pokud {\displaystyle \scriptstyle n=m}, tak je lineární obal množiny {\displaystyle \scriptstyle X} nutně roven lineárnímu obalu množiny {\displaystyle \scriptstyle Y}. Neboli {\displaystyle \scriptstyle \{X\}_{\text{lin}}=\{{\vec {x}}_{1},\ldots ,{\vec {x}}_{n}\}_{\text{lin}}=\{{\vec {y}}_{1},\ldots ,{\vec {y}}_{m}\}_{\text{lin}}=\{Y\}_{\text{lin}}}. (Výraz {\displaystyle \scriptstyle \{X\}_{\text{lin}}} značí lineární obal množiny {\displaystyle \scriptstyle X} atd.). Dále, pokud platí ostrá nerovnost {\displaystyle \scriptstyle n<m}, tak existují navzájem různé indexy {\displaystyle \scriptstyle i_{1},\ldots ,i_{m-n}\in \{1,\ldots ,m\}} takové, že
{\displaystyle \{{\vec {y}}_{1},\ldots ,{\vec {y}}_{m}\}_{\text{lin}}=\{{\vec {x}}_{1},\ldots ,{\vec {x}}_{n},{\vec {y}}_{i_{1}},\ldots ,{\vec {y}}_{i_{m-n}}\}_{\text{lin}}.}
Jinými slovy, mějme množinu {\displaystyle \scriptstyle n} lineárně nezávislých vektorů {\displaystyle \scriptstyle X} a dále množinu {\displaystyle \scriptstyle m} vektorů {\displaystyle \scriptstyle Y}. Nechť lze navíc libovolný vektor z množiny {\displaystyle \scriptstyle X} vyjádřit jako lineární kombinaci vektorů z množiny {\displaystyle \scriptstyle Y}. Pak platí, že vektorů v množině {\displaystyle \scriptstyle X} nemůže být víc než vektorů v množině {\displaystyle \scriptstyle Y}. Pokud jich je stejně, tak se lineární obaly množin {\displaystyle \scriptstyle X} a {\displaystyle \scriptstyle Y} rovnají. Pokud je vektorů v množině {\displaystyle \scriptstyle Y} více než vektorů v {\displaystyle \scriptstyle X}, tak lze ke generátorům lineárního obalu množiny {\displaystyle \scriptstyle X} přidat vhodných {\displaystyle \scriptstyle m-n} dodatečných vektorů z množiny {\displaystyle \scriptstyle Y} tak, že tyto vektory dohromady generují lineární obal množiny {\displaystyle \scriptstyle Y}.
Protože se v daném vektorovém prostoru {\displaystyle \scriptstyle V} můžeme omezit na jeho podprostor {\displaystyle \scriptstyle \{Y\}_{\text{lin}}}, který je současně vektorový prostor, lze Steinitzovu větu vyjádřit v kratší podobě. Vezměme rovnou {\displaystyle \scriptstyle \{Y\}_{\text{lin}}=V}. Pak:
Nechť {\displaystyle \scriptstyle V\equiv \{{\vec {y}}_{1},\ldots ,{\vec {y}}_{m}\}_{\text{lin}}} je konečněrozměrný vektorový prostor dimenze {\displaystyle \scriptstyle m>0} a {\displaystyle \scriptstyle X\equiv \{{\vec {x}}_{1},\ldots ,{\vec {x}}_{n}\}} jeho podmnožina tvořená {\displaystyle \scriptstyle n} lineárně nezávislými vektory. Pak {\displaystyle \scriptstyle n\leq m} a prostor {\displaystyle \scriptstyle V} je generován vektory {\displaystyle \scriptstyle \{{\vec {x}}_{1},\ldots ,{\vec {x}}_{n},{\vec {y}}_{i_{1}},\ldots ,{\vec {y}}_{i_{m-n}}\}} pro jisté, navzájem různé, indexy {\displaystyle \scriptstyle i_{1},\ldots ,i_{m-n}\in \{1,\ldots ,m\}}.

## Důkaz
Proveďme důkaz neúplnou matematickou indukcí. Předpokládejme nejprve {\displaystyle \scriptstyle n\leq m}, poté ukážeme, že předpoklad {\displaystyle \scriptstyle n>m} vede ke sporu. Pro počáteční krok matematické indukce uvažujme množinu {\displaystyle \scriptstyle \{{\vec {x}}_{1},{\vec {y}}_{1},\ldots ,{\vec {y}}_{m}\}} vzniklou tak, že k vektorům z množiny {\displaystyle \scriptstyle Y} přidáme jeden ("první") vektor z množiny {\displaystyle \scriptstyle X}. O vektorech z množiny {\displaystyle \scriptstyle X} ovšem víme, že je lze vyjádřit pomocí vektorů z {\displaystyle \scriptstyle Y} a námi sestrojená množina je tak lineárně závislá. Existuje v ní tedy vektor {\displaystyle \scriptstyle {\vec {y}}_{i_{1}}} pro jistý index {\displaystyle \scriptstyle i_{1}\in \{1,\ldots ,m\}}, který lze nakombinovat ze zbylých vektorů této množiny. Neboli
{\displaystyle {\vec {y}}_{i_{1}}\in \{{\vec {x}}_{1},{\vec {y}}_{1},\ldots ,{\vec {y}}_{i_{1}-1},{\vec {y}}_{i_{1}+1},\ldots ,{\vec {y}}_{m}\}_{\text{lin}},}
kde symbol {\displaystyle \scriptstyle \{\ldots \}_{\text{lin}}} značí lineární obal. Ačkoliv nám lineární závislost množiny vektorů zajišťuje, že v ní existuje vektor, který lze nakombinovat pomocí ostatních, mohli jsme s klidem vzít za tento vektor jeden z vektorů množiny {\displaystyle \scriptstyle Y} a ne opět vektor {\displaystyle \scriptstyle {\vec {x}}_{1}}. To, že je množina {\displaystyle \scriptstyle \{{\vec {x}}_{1},{\vec {y}}_{1},\ldots ,{\vec {y}}_{m}\}} lineárně závislá totiž znamená, že existuje netriviální lineární kombinace {\displaystyle \scriptstyle \alpha _{0}{\vec {x}}_{1}+\sum _{i=1}^{m}\alpha _{i}{\vec {y}}_{i}} rovná nulovému vektoru. Kdyby {\displaystyle \scriptstyle \alpha _{0}\neq 0} a všechny ostatní koeficienty byly nulové, byl by to spor s lineární nezávislostí množiny {\displaystyle \scriptstyle X.} Existuje tedy nenulový koeficient {\displaystyle \scriptstyle \alpha _{i_{1}}}, kde {\displaystyle \scriptstyle i_{1}\in \{1,\ldots ,m\}} je jistý index vektoru z {\displaystyle \scriptstyle Y}. Tímto koeficientem můžeme dělit a vyjádřit dané {\displaystyle \scriptstyle {\vec {y}}_{i_{1}}} pomocí zbylých vektorů způsobem
{\displaystyle {\vec {y}}_{i_{1}}={\frac {1}{\alpha _{i_{1}}}}\left(-\alpha _{0}{\vec {x}}_{1}-\sum _{i=1,i\neq i_{1}}^{m}\alpha _{i}{\vec {y}}_{i}\right).}
Protože vektor {\displaystyle \scriptstyle {\vec {x}}_{1}} lze nakombinovat z vektorů z {\displaystyle \scriptstyle Y}, je {\displaystyle \scriptstyle \{Y\}_{\text{lin}}=\{{\vec {x}}_{1},{\vec {y}}_{1},\ldots ,{\vec {y}}_{m}\}_{\text{lin}}}. Obdobně pro {\displaystyle \scriptstyle {\vec {y}}_{i_{1}}} a máme tedy
{\displaystyle \{Y\}_{\text{lin}}=\{{\vec {x}}_{1},{\vec {y}}_{1},\ldots ,{\vec {y}}_{i_{1}-1},{\vec {y}}_{i_{1}+1},\ldots ,{\vec {y}}_{m}\}_{\text{lin}},}
viz (druhé) tvrzení v oddíle Ostatní v článku Lineární obal. Přikročme nyní k důkazu indukčního kroku. Předpokládejme, že pro všechna přirozená {\displaystyle \scriptstyle k\geq 1}, kde {\displaystyle \scriptstyle k<n}, existují navzájem různé indexy {\displaystyle \scriptstyle i_{1},\ldots ,i_{m-k}\in \{1,\ldots ,m\}} tak, že
{\displaystyle \{Y\}_{\text{lin}}=\{{\vec {x}}_{1},\ldots ,{\vec {x}}_{k},{\vec {y}}_{i_{1}},\ldots ,{\vec {y}}_{i_{m-k}}\}_{\text{lin}}.}
Neboť z předpokladů věty platí, že {\displaystyle \scriptstyle {\vec {x}}_{k+1}\in \{Y\}_{\text{lin}}}, je množina {\displaystyle \scriptstyle \{{\vec {x}}_{1},\ldots ,{\vec {x}}_{k},{\vec {x}}_{k+1},{\vec {y}}_{i_{1}},\ldots ,{\vec {y}}_{i_{m-k}}\}} lineárně závislá, přičemž množina {\displaystyle \scriptstyle \{{\vec {x}}_{1},\ldots ,{\vec {x}}_{k+1}\}} je lineárně nezávislá. V první jmenované množině tedy existuje vektor {\displaystyle \scriptstyle {\vec {y}}_{i_{p}}} pro jisté {\displaystyle \scriptstyle i_{p}\in \{1,\ldots ,m\}} (kde {\displaystyle \scriptstyle p\in \{1,\ldots ,m-k\}}), který lze vyjádřit pomocí zbylých vektorů. Postupem obdobným tomu pro {\displaystyle \scriptstyle {\vec {y}}_{i_{1}}} dospíváme k rovnosti
{\displaystyle \{Y\}_{\text{lin}}=\{{\vec {x}}_{1},\ldots ,{\vec {x}}_{k},{\vec {x}}_{k+1},{\vec {y}}_{i_{1}},\ldots ,{\vec {y}}_{i_{p}-1},{\vec {y}}_{i_{p}+1},\ldots ,{\vec {y}}_{i_{m-k}}\}_{\text{lin}}.}
Přeznačíme-li indexy u vektorů v předchozím vzorci, dostáváme vztah
{\displaystyle \{Y\}_{\text{lin}}=\{{\vec {x}}_{1},\ldots ,{\vec {x}}_{k},{\vec {x}}_{k+1},{\vec {y}}_{j_{1}},\ldots ,{\vec {y}}_{j_{m-k-1}}\}_{\text{lin}},}
který dokončuje indukční krok. Pro případ {\displaystyle \scriptstyle n\leq m} máme tedy větu dokázánu. Předpokládejme nyní, že {\displaystyle \scriptstyle n>m}. Kdybychom postupovali postupem stejným jako výše, tak bychom se dostali postupným přidáváním vektorů k původnímu lineárnímu obalu do stavu, kdy chceme přidat vektor {\displaystyle \scriptstyle {\vec {x}}_{m+1}}, nemáme už ale žádný zbylý vektor z {\displaystyle \scriptstyle Y}, za který bychom ho mohli vyměnit. Neboli bychom měli
{\displaystyle \{Y\}_{\text{lin}}=\{{\vec {x}}_{1},\ldots ,{\vec {x}}_{m}\}_{\text{lin}}.}
Z předpokladů věty ale {\displaystyle \scriptstyle {\vec {x}}_{m+1}\in \{Y\}_{\text{lin}}} a podle rovnosti výše můžeme tento vektor vyjádřit pomocí zbylých vektorů z množiny {\displaystyle \scriptstyle X}. To je ale spor s lineární nezávislostí množiny {\displaystyle \scriptstyle X}, což dokončuje důkaz věty.

## Aplikace věty
Jako příklad užití Steinitzovy věty si dokažme následující tvrzení:
```
Každou lineárně nezávislou podmnožinu konečně rozměrného vektorového prostoru lze doplnit na bázi tohoto prostoru.
```

Mějme tedy vektorový prostor {\displaystyle \scriptstyle V} konečné (nenulové) dimenze {\displaystyle \scriptstyle m}. Existuje v něm tedy {\displaystyle \scriptstyle m}-členná báze, označme si ji {\displaystyle \scriptstyle Y\equiv \{{\vec {y}}_{1},\ldots ,{\vec {y}}_{m}\}}. Dále mějme podmnožinu prostoru {\displaystyle \scriptstyle V}, kterou si označíme {\displaystyle \scriptstyle X\equiv \{{\vec {x}}_{1},\ldots ,{\vec {x}}_{n}\}}, tvořenou {\displaystyle \scriptstyle n} lineárně nezávislými vektory. Steinitzova věta nám říká, že {\displaystyle \scriptstyle n\leq m}, a navíc, že existují navzájem různé indexy {\displaystyle \scriptstyle i_{1},\ldots ,i_{m-n}\in {\hat {m}}} tak, že
{\displaystyle V=\{{\vec {x}}_{1},\ldots ,{\vec {x}}_{n},{\vec {y}}_{i_{1}},\ldots ,{\vec {y}}_{i_{m-n}}\}_{\text{lin}}.}
Abychom dokončili důkaz, musíme ještě ukázat, že soubor vektorů {\displaystyle \scriptstyle \{{\vec {x}}_{1},\ldots ,{\vec {x}}_{n},{\vec {y}}_{i_{1}},\ldots ,{\vec {y}}_{i_{m-n}}\}} je lineárně nezávislý. Kdyby ale byl lineárně závislý, tak z něj můžeme vybrat lineárně nezávislou podmnožinu generující prostor {\displaystyle \scriptstyle V}. Tato množina by měla nejvýše {\displaystyle \scriptstyle m-1} prvků, což je ve sporu s tím, že dimenze prostoru {\displaystyle \scriptstyle V} je {\displaystyle \scriptstyle m}.